# Julius von Boehn

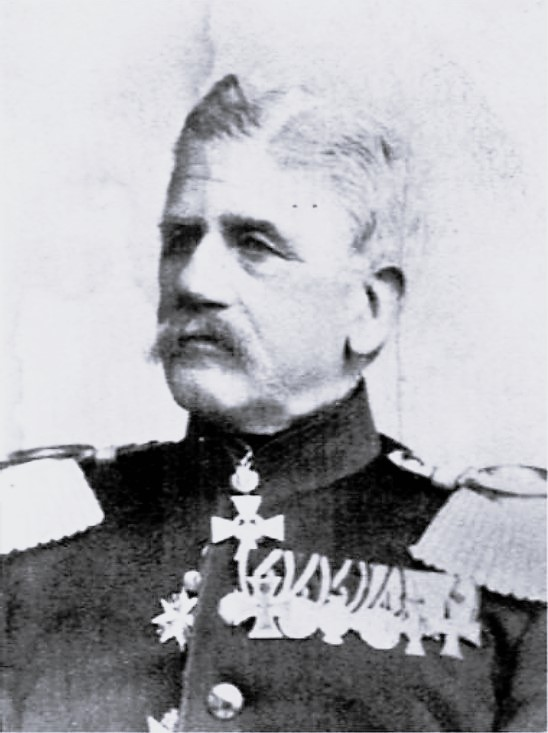
Generallieutenant Julius von Boehn

Julius Heinrich von Boehn (* 20. Dezember 1820 in Klein Silkow; † 11. November 1893 in Berlin) war ein preußischer Generalleutnant.

## Leben

### Herkunft
Julius war Angehöriger des pommerschen Adelsgeschlecht von Boehn. Seine Eltern waren Ferdinand von Boehn (1786–1863 in Berlin), zuletzt Sekondeleutnant im Infanterieregiment „von Zenge“ und Herr auf Groß- und Klein Silkow und dessen Ehefrau Philippine, geborene von Eckard (1789–1871). Der General der Infanterie Oktavio von Boehn war sein jüngerer Bruder.

### Militärlaufbahn

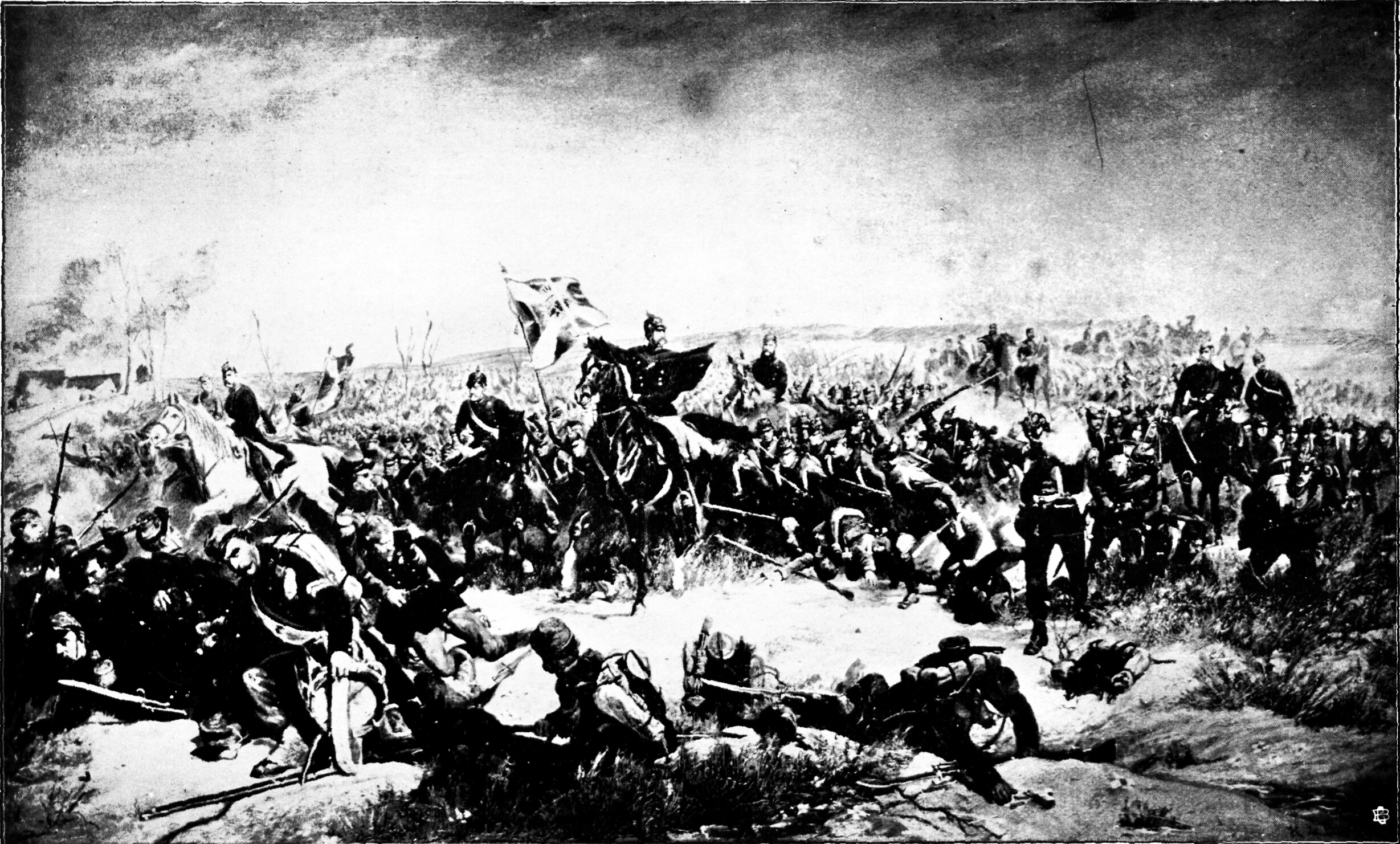
Füsilierbataillon in der Schlacht von Loigny

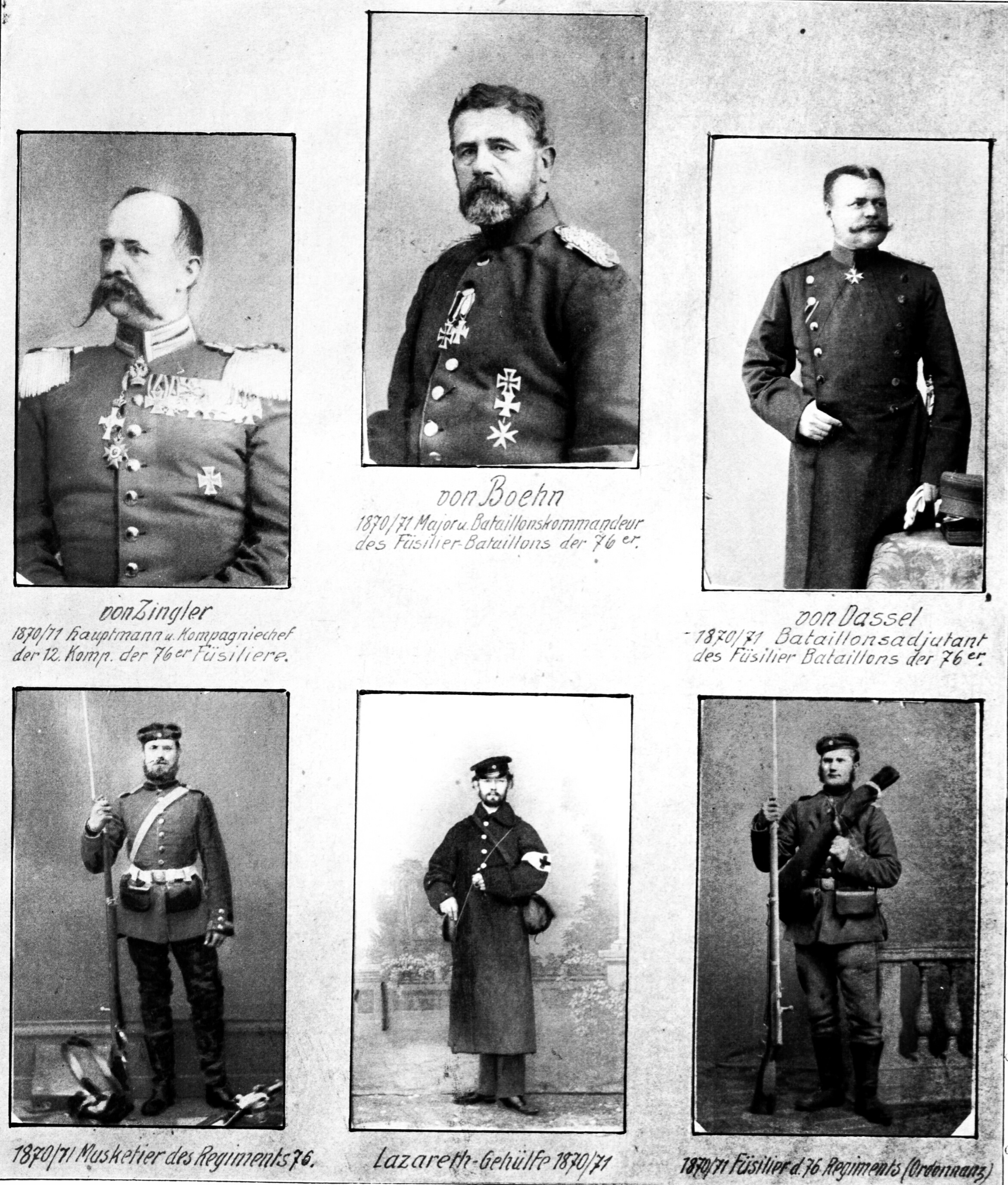
Angehörige des Füsilierbataillons des Infanterie-Regiments Nr. 76, oben Bataillonskommandeur von Boehn (1870/1871)

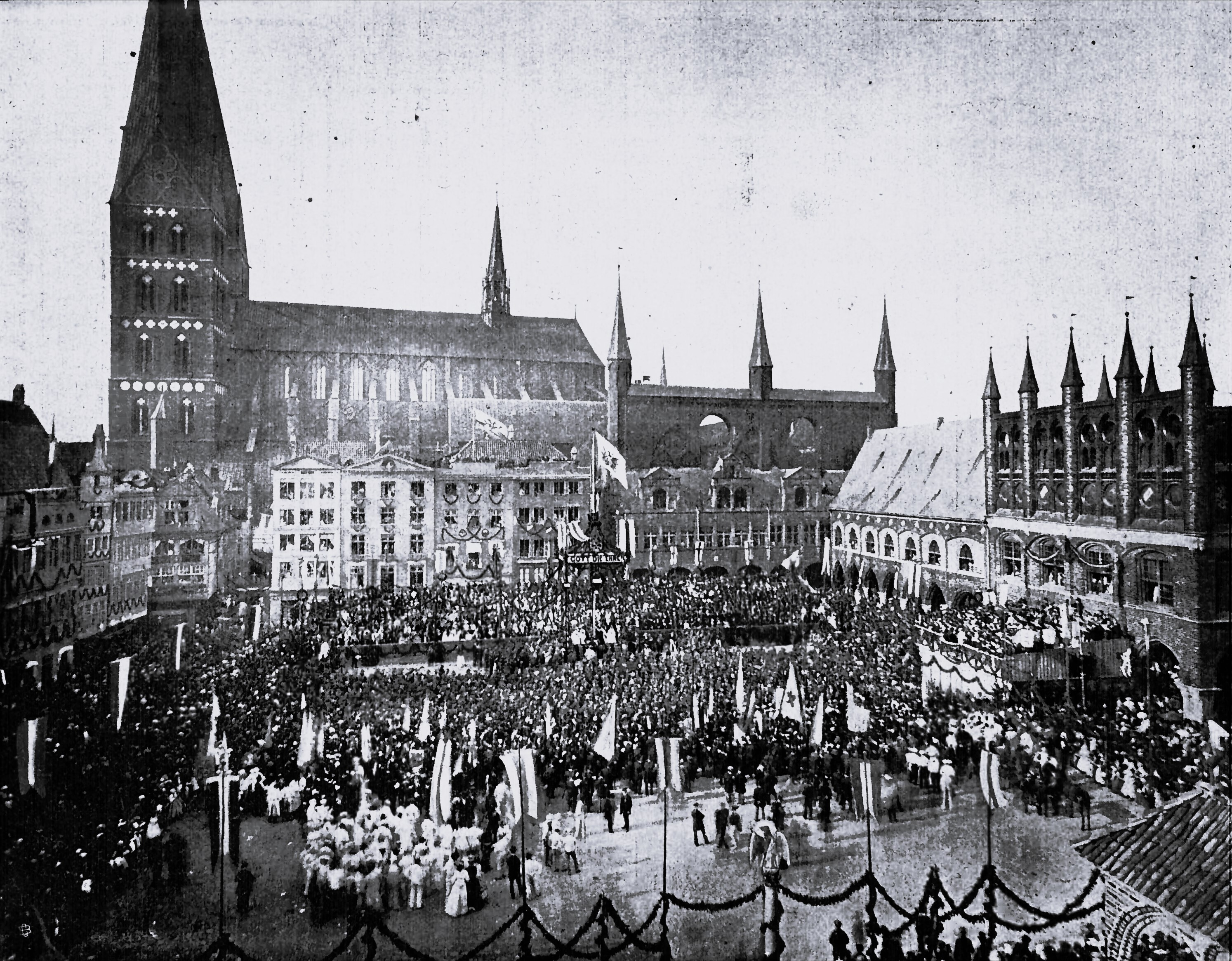
Einzug des siegreichen Bataillons am 18. Juni 1871

Nach seiner Erziehung im elterlichen Hause und durch Privatunterricht, trat Boehn am 5. Mai 1838 als Musketier in das Colberger Füsilierbataillons des 21. Infanterie-Regiments, wo er am 8. September 1838 zum Portepee-Fähnrich ernannt und am 25. Februar 1841 zum Sekondeleutnant befördert wurde. Als solcher war er vom 1. Oktober 1844 bis zum 30. September 1850 zum kombinierten 2. Reserve-Bataillon, vom 31. Mai bis zum 5. Juli 1850 als Kompanieführer zum 9. Landwehr-Regiment und ab 27. März 1851 als Kompanieführer des II. Bataillons des Landwehr-Regiments der 21er nach Stolp abkommandiert. Zum Premierleutnant am 22. Juni 1852 befördert, blieb er bis zum 30. März 1855 in dieser Stellung. Zum Führer der 6. Kompanie an gleicher Stelle ernannte man ihn am 1. Oktober 1857.
Boehn wurde am 9. Februar 1858 zum Hauptmann befördert. Als solcher wurde er am 1. Mai 1860 zum Kompanieführer beim 21. kombinierten Infanterie-Regiment bestimmt. Das kombinierte Regiment, das am 5. Mai erstmals zusammentrat, wurde durch die A.K.O. desselben Tages aus drei Bataillonen des 21. Landwehr-Regiments formiert. Boehn wurde am 1. Juli 1860 zum Chef der 6. Kompanie in Stolp ernannt. Mit dem 4. Juli 1860 wurde aus dem 21. kombinierten Infanterie-Regiment das 8. Pommersche Infanterie-Regiment Nr. 61. Vom 22. Mai bis zum 10. September 1866 war er Kommandeur des II. Bataillons des 21. Landwehr-Regiments. Während dieser Zeit wurde er am 7. Juni 1866 zum Major befördert.
In Bromberg wurde am 30. Oktober 1866, unter anderen aus je drei Kompanien der 21er und 61er, das 76. Infanterie-Regiment formiert. Die Musketier-Bataillone bezogen Hannover, die Füsiliere Hameln als Garnison. Boehn wurde zum Kommandeur des I. Bataillons ernannt. Zum 1. Oktober 1867 wurden die Bataillone aus Hannover nach Hamburg, das aus Hameln nach Lübeck verlegt und formierte sich am 7. November 1867 zum 2. Hanseatischen Infanterie-Regiment Nr. 76. Boehn wurde am 23. Oktober 1868 zum Kommandeur der Füsiliere in Lübeck ernannt.
Im Deutsch-Französischen Krieg nahm er an der Belagerung von Metz, Toul und Paris, den Schlachten bei Orléans, Loigny und Beaune-la-Rolande, sowie bei den Gefechten bei Dreux, La Madeleine, Bouvet, Bellême, Meung und Fréteval teil.
Seit dem 26. Juli 1870 Oberstleutnant, führte Boehn vom 3. Dezember 1870 bis zum 4. Januar 1871 das Regiment. Ab dem 19. Januar 1871 bis zur Demobilisierung war er wieder Führer des Regiments. Mit dem Lübeckischen Bataillon zog er am 18. Juni 1871 auf dem Markt der Freien und Hansestadt Lübeck ein. Am Folgetag wurde er mit der Führung des Regiments beauftragt.
Unter Belassung in seiner Stellung wurde Boehn am 19. Oktober 1871 à la suite des Regiments gestellt und am 4. November zu dessen Kommandeur in Hamburg ernannt. Befördert zum Oberst wurde er am 18. Januar 1872. Man beauftragte ihn am 19. November 1876 unter Stellung à la suite seines Regiments mit der Führung der mecklenburgischen 34. Infanterie-Brigade in Schwerin und ernannte Boehn schließlich am 13. März 1877 zum Brigadekommandeur. Als solcher wurde er am 22. März 1877 zum Generalmajor befördert. Boehn wurde am 13. Mai 1879 unter Verleihung des Roten Adlerordens II. Klasse mit Eichenlaub und mit Pension zur Disposition gestellt. Der Charakter als Generalleutnant wurde ihm am 29. Mai 1888 verliehen.
Seinen Lebensabend verbrachte Julius von Boehn in Berlin, wo er nach seinem Tod am 15. November 1893 auf dem Invalidenfriedhof beigesetzt worden.

### Familie
Boehn hatte sich am 30. März 1849 in Bromberg mit Josepha Cords (1830–1883) verheiratet. Aus der Ehe gingen vier Kinder hervor. Max (1850–1921) stieg zum preußischen Generaloberst auf, Hans (1853–1931) wurde General der Kavallerie und diente im Ersten Weltkrieg als Kommandant von Berlin, zudem die Töchter Anna (1855–1859) und Josepha (1869–1871).

## Auszeichnungen
- Eisernes Kreuz
  - II. Klasse am 8. November 1870
  - I. Klasse am 31. Dezember 1870
- Roter Adlerorden III. Klasse mit Schleife am 17. Januar 1875
- Komturkreuz des mecklenburgischen Hausordens der Wendischen Krone im April 1875
- Rechtsritter des Johanniterordens am 24. Juni 1878